# 2305 King
2305 King је астероид главног астероидног појаса са средњом удаљеношћу од Сунца која износи 2,786 астрономских јединица (АЈ).
Апсолутна магнитуда астероида је 11,8.